# Drietallig glaskroos
Drietallig glaskroos (Elatine triandra) is een eenjarige zoetwaterplant die behoort tot de familie Elatinaceae. De soort komt van nature voor in Eurazië en is van daaruit verspreid naar Afrika en Noord-Amerika. In Nederland werd de soort vooral aangetroffen in het zoetwatergetijdengebied, het laatst in 1859. De soort is inheems in Vlaanderen. Het aantal chromosomen 2n = 36.
De plant wordt 2-15 cm hoog. De sterk vertakte, kruipende, 2-15 cm lange stengels zijn doorzichtig en wortelen op de knopen. De 0,7-1 mm grote, vliezige, afvallende steunblaadjes zijn driehoekig of ovaal-lancetvormig. De groene tot lichtgroene ovaal-langwerpige, 3-10 mm lange en 1,5-3 mm brede bladeren zijn al of niet gesteeld met een 0,5-3 mm lange steel.
Drietallig glaskroos bloeit vanaf juni tot in september met witte, roze of rode, zittende of kort gesteelde bloemen, die in de bladoksels zitten. De bloemen blijven vaak gesloten. De drie, breed ovale of elliptische, kroonbladeren zijn iets langer dan de kelk. De kelk bestaat uit twee (zelden drie), groene, 0,5 (0,7) mm lange kelkblaadjes, die korter zijn dan de doosvrucht.
De vrucht is een bolvormige, 1-1,5 mm grote, driekleppige doosvrucht. De lichtbruine, iets gebogen, 0,4-0,5 mm lange en 0,1-0,2 brede zaden hebben een zeshoekig netvormig oppervlak.

## Ecologie en verspreiding
Drietallig glaskroos staat op open, zonnige, natte, periodiek overstroomde, voedselrijke, kalkvrije, zwak zure tot zure, matig stikstofarme zand- kiezel- en kleibodems of zelfs op pure slib. Deze onbestendige soort groeit in en langs oevers van waterstromen, meren, visvijvers en ondiepe poelen. Deze lichtkiemer heeft een circumpolaire, maar verbrokkeld areaal en komt in vrijwel alle koelere delen van de wereld voor. Ze heeft kortlevende, bloeiende en zaadzettende landvormen en langlevende watervormen die wel kunnen bloeien maar waar in gesloten toestand slechts zelfbevruchting kan plaatsvinden. Glaskroos onderscheidt zich van sterrenkroos onder andere door de glasachtige, doorzichtige stengels. Drietallig glaskroos is van zijn verwanten te onderscheiden door de combinatie van 2-3 kelkbladen, 3 kroonbladen en 3 meeldraden. De lichtbruine zaden worden hoofdzakelijk door watervogels verspreid, hetgeen een nieuwe aanvoer (bijvoorbeeld vanuit de rijke bestanden in de visvijvers in de Belgische Kempen) altijd mogelijk maakt. Het is een algemeen onkruid in de rijstvelden van Zuid- en Zuidoost-Azië, dus ook rijstteelt of de aquariumhandel kan verantwoordelijk zijn voor de verspreiding ervan.

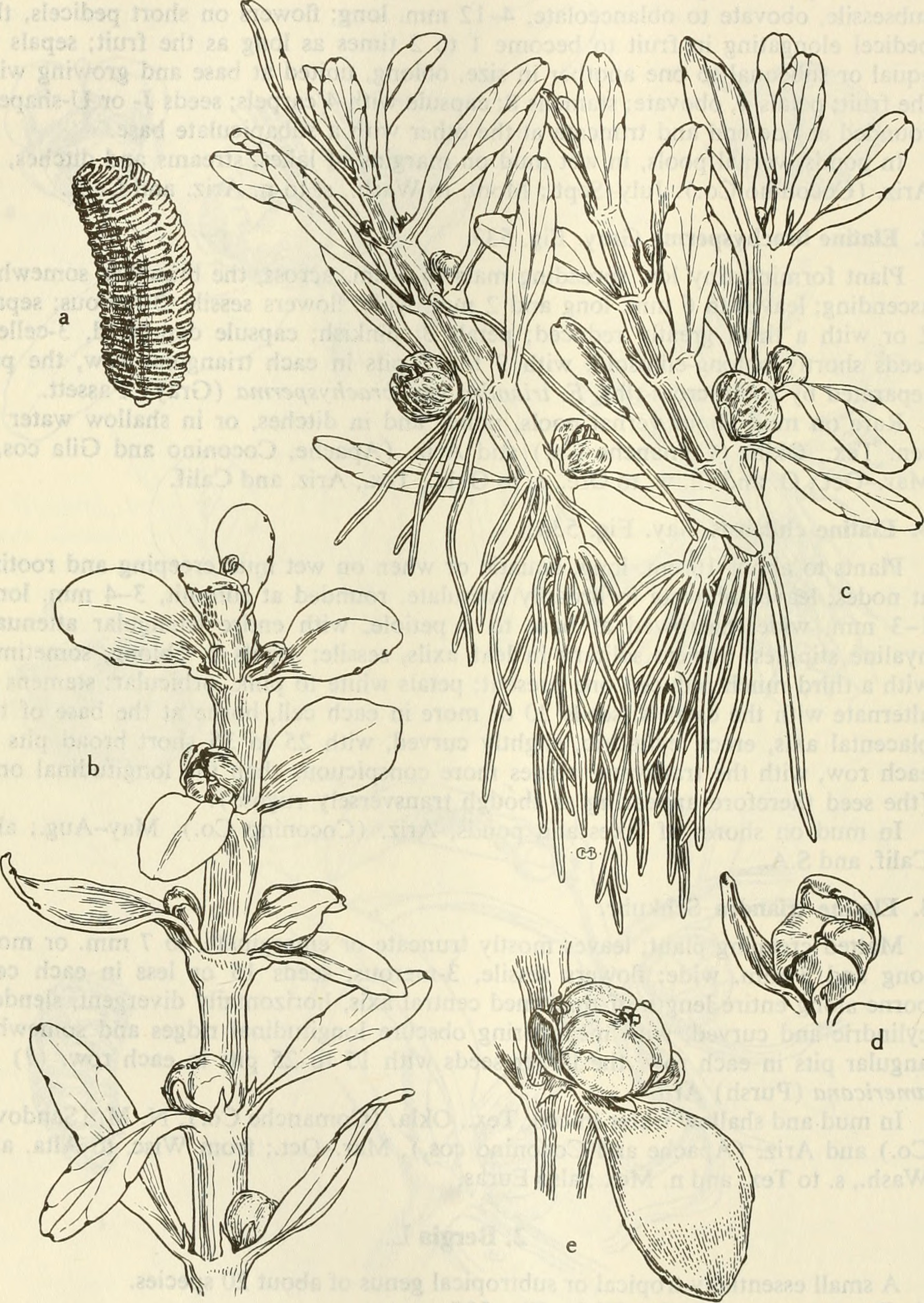
Illustratie
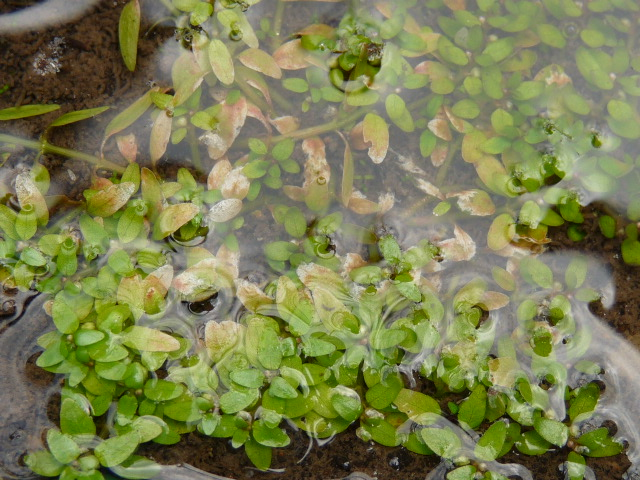
Planten
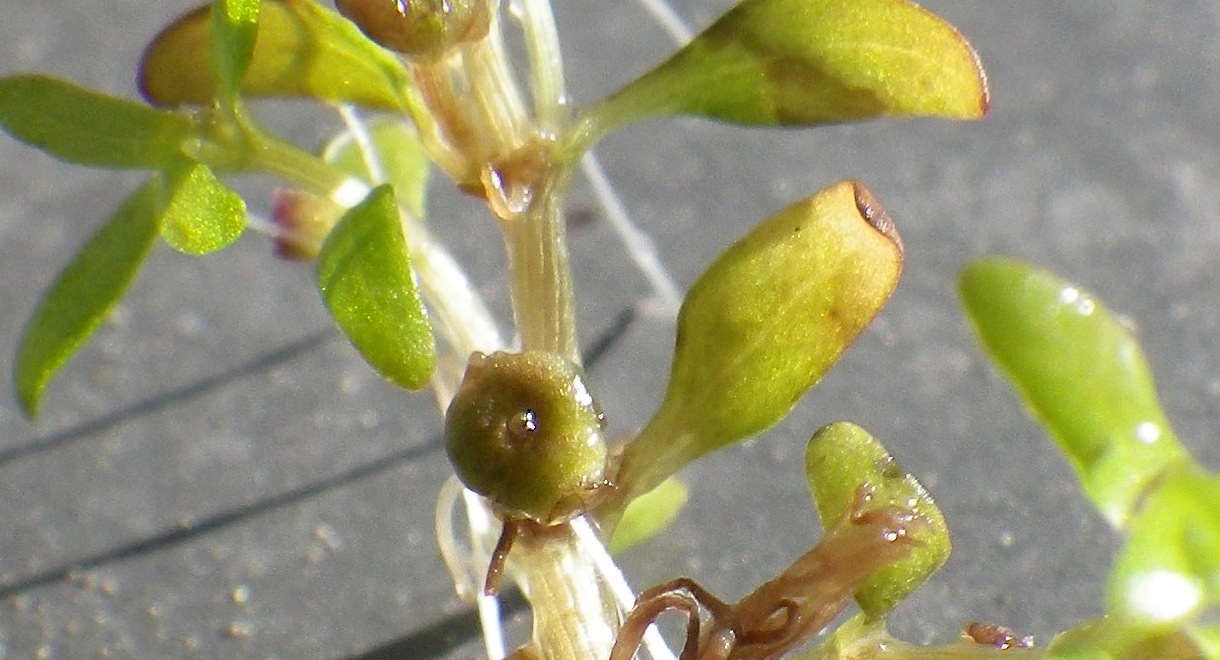
Stengel